# Alejandro Escalona
Alejandro Adrián Escalona Martínez, auch als Alejandro Escalona bekannt (* 14. August 1979 in Santiago de Chile), ist ein ehemaliger chilenischer Fußballspieler. Am bekanntesten ist er für seine Zeit beim Everton de Viña del Mar, wo er zwischen 2003 und 2007 und im Jahr 2011 spielte.

## Frühes Leben
Der in Santiago de Chile geborene Escalona kam 1995 zum CSD Colo-Colo, wo er seine Jugendausbildung abschloss. Sein Profidebüt gab er 1997 in einem einzigen Auftritt und gewann sein erstes Turnier, die Primera División 1997 Clausura in Chile. In der folgenden Saison bestritt er 16 Spiele mit einem Tor und fügte einen weiteren Meistertitel hinzu. Im Jahre 1999 startete er mit dem CSD Colo-Colo, wechselte aber aufgrund guter Leistungen bei der südamerikanischen U-20-Meisterschaft 1999 zum FC Turin. In Italien konnte er seine Leistungen nicht wiederholen, bestritt nur drei Spiele und erlebte den Abstieg seiner Mannschaft.

## Professionelle Karriere
Anfang Juli 2000 sollte Escalona zur SSC Napoli wechseln, jedoch konnte mit dem FC Turin darüber keine Einigung erzielt werden. Am 12. Juli unterschrieb er einen Vertrag mit Benfica Lissabon. Cristián Uribe spielte dabei eine wichtige Rolle, den damals 21-Jährigen zu diesem Schritt zu überzeugen. Sein Debüt für Benfica Lissabon gab er am 3. August in einem Freundschaftsspiel gegen den Linfield FC während der Carlsberg Belfast Challenge. Nach dem Spiel spielte er in einem Interview für die portugiesischen Medien die Tatsache herunter, dass er in Portugal unbekannt sei, und sagte: „Ich werde auf dem Feld zeigen, was ich wert bin.“
Allerdings konnte Escalona in der Saison 2000/01, in der Benfica Lissabon drei Trainer durchwechselte, seinen Platz nie erobern, da er mit dem jungen Spieler Diogo Luís und den paraguayischen Ricardo Rojas um seine Position kämpfte und nur neun Ligaspiele absolvieren konnte. Im Januar 2001 war sein Agent Pablo Tallarico in einen Skandal um gefälschte italienische Pässe verwickelt, an dem auch Cristián Uribe und Pablo Contreras beteiligt waren. Zunächst leugnete er die Kenntnis jeglichem Fehlverhaltens, doch im Mai wurde sein Reisepass von der portugiesischen Polícia Judiciária beschlagnahmt und sein Vertrag mit Benfica Lissabon gekündigt.
Am 30. Juli 2001 unterzeichnete Escalona einen Einjahresvertrag mit River Plate, bestritt jedoch nur ein Ligaspiel unter Manuel Pellegrini. Nach seiner Entlassung durch River Plate kehrte er im Januar 2003 nach Chile zurück und schloss sich der Everton de Viña del Mar in der zweiten Liga, der Primera B, an. Seine guten Leistungen, zu denen auch der Aufstieg in die höchste Spielklasse, die Primera División, gehörte, trugen dazu bei, im März 2005 einen Leihvertrag mit Grêmio Porto Alegre zu sichern. Er verhalf Grêmio zum Gewinn der Campeonato Brasileiro Série B 2005 und zum Wiederaufstieg in die Série A. Obwohl er im entscheidenden Spiel vom Platz gestellt wurde, wurde es „Batalha dos Aflitos“ genannt.

## Späte Karriere
Nachdem sein Leihvertrag mit Grêmio Porto Alegre ausgelaufen war, wechselte Escalona im Dezember 2006 zu Náutico Capibaribe, konnte dort jedoch nicht überzeugen und wurde nur vier Monate später entlassen. Im Juli 2007 unterschrieb er erneut für sechs Monate bei Everton de Viña del Mar und bestritt in der Saison 2007 13 Spiele. Nachdem er 2008 nicht angetreten war, wechselte er 2009 zum CD San Luis de Quillota, wo er ihnen im ersten Jahr zum Aufstieg aus der zweiten Liga verhalf und in der Primera División 2020 24 Spiele bestritt, die mit dem Abstieg endeten. In seinen letzten beiden Spielzeiten spielte er zum dritten Mal bei Everton de Viña del Mar, kehrte zum CD San Luis de Quillota zurück und beendete seine Karriere 2012 bei Curicó Unido.